# Digitales Deutsches Frauenarchiv
Das Digitale Deutsche Frauenarchiv (DDF) ist ein Fachportal, das sich auf die Aufarbeitung und Präsentation von Materialien aus den deutschsprachigen Frauenbewegungen spezialisiert hat und in digitalisierter Form einer breiteren Öffentlichkeit zugänglich macht. Das Digitale Deutsche Frauenarchiv wird von i.d.a. getragen, einem Dachverband, der mehr als 40 Lesben, Frauenarchive, -bibliotheken und -dokumentationsstellen umfasst.

## Geschichte und Entwicklungen
Das Digitale Deutsche Frauenarchiv (DDF) ist ein seit 2016 laufendes Projekt mit dem Ziel, ein Fachportal zu entwickeln, das Materialien aus den deutschsprachigen Frauenbewegungen aufarbeitet und online präsentiert. Vorangegangen war dem die Zielsetzung der Bundesregierung im Jahr 2013, die wissenschaftliche Aufarbeitung der deutschen Frauenbewegung durch ein digitales Archiv zu fördern. Ab Juli 2016 wurde das Digitale Deutsche Frauenarchiv von i.d.a. aufgebaut und im September 2018 online gestellt. Seit Januar 2020 wird der weitere Ausbau des DDF durch das Bundesministerium für Familie, Senioren, Frauen und Jugend (BMFSFJ) gefördert, um den Zugang zu digitalisierten Materialien zu erleichtern.
Die Arbeit der Geschäftsstelle des DDF wird neben der Kontrolle durch den i.d.a.-Vorstand auch von drei Gremien beratend begleitet. Es besteht aus einem Wissenschaftlicher Beirat, einer Fachkommission und einer Jury.
Die Plattform wird von dem Dachverband der deutschsprachigen Frauen / Lesbenarchive, -bibliotheken und -dokumentationsstellen i.d.a. getragen. Dieser vertritt Lesben- und Frauenarchive, -bibliotheken und Dokumentationsstellen aus Deutschland, der Schweiz, Österreich, Luxemburg und Italien. Seit 2012 betreibt der Dachverband das META-Projekt, das den Übergang ins digitale Zeitalter ermöglicht hat. Das META-Projekt stellt den ersten Gesamtkatalog aller Einrichtungen des Dachverbandes dar und ermöglicht es seit 2015, die Bestände online zu durchsuchen. Diese Form der Digitalisierung trägt dazu bei, die Zugänglichkeit der Bestände zu verbessern und die Arbeit der Einrichtungen zu unterstützen. Das META-Projekt wurde im Juli 2016 in das Digitale Deutsche Frauenarchiv integriert und bildet die Datengrundlage für das Online-Fachportal, das digitale Materialien aus den i.d.a.-Einrichtungen präsentiert.

## Hintergrund und Ziele
Die selbständigen Gründungen diverser einzelner neuer Frauen- und Lesbenarchive in den 1970er Jahren, parallel zum Aufschwung der Frauenbewegung seit den 1960er Jahren, waren Vorbereitung für das Digitale Deutsche Frauenarchiv. Sie zeigen, dass sich „eine neue Generation von Historikerinnen den An- und Abwesenheiten von Frauen als historisch handelndes Subjekt […]“ widmete. Durch die Digitalisierung werden die Informationen dieser Archive gebündelt im Internet nutzbar.

Das Fachportal vermittelt „erstmals gebündelt Digitalisate, Bestandsdaten und weiterführende Informationen zur Frauenbewegungsgeschichte“ mit dem Ziel, die „Standpunkte der Frauenbewegungen möglichst vollständig wiederzugeben“. „Träger des DDF ist der Dachverband deutschsprachiger Lesben-/Frauenarchive, -bibliotheken und -dokumentationsstellen i.d.a., der 1993 gegründet wurde“. Er vernetzt Einrichtungen aus Deutschland, Österreich, der Schweiz, Luxemburg und Italien und wird vom Bundesministerium für Familie, Senioren, Frauen und Jugend gefördert.
„Mit dem Digitalen Deutschen Frauenarchiv (DDF) soll eine Brücke zwischen der Geschichte einerseits und aktuellen Entwicklungen der Frauenbewegungen andererseits  geschlagen werden. Die digitale Erfassung der Metadaten und, wenn möglich, auch die Bereitstellung von Volltexten aus den verschiedenen Phasen der Frauenbewegungen in Deutschland sollen die Möglichkeit bieten, aktuelle politische und gesellschaftliche Ereignisse vor dem Hintergrund von geschichtlichen Dokumenten zu diskutieren, zu  bewerten und letztlich auch zu gestalten.“
Von der Gründung des DDF bis zum Jahr 2022 wurden 122 Themenessays, 139 Akteurenessays und 165 Blogartikel im DDF, jeweils mit cc:-Lizenzen, veröffentlicht.

### Geschlechtergerechtigkeit
Als umfassendes Wissensportal ist das DDF „Grundlage für Forschungs-, Bildungs- und Informationsarbeit“ und „gewährleistet erstmalig eine geschlechtergerechte Überlieferung“.